# Яйца с мозгами
Яйца с мозгами — блюдо для завтрака, состоящее из мозгов
(свиных, говяжьих, бараньих или другого млекопитающего) и яичницы/омлета.
В португальской кухне известно как omolete de mioleira («омлет с мозгами»).
В Австрии это блюдо известно как Hirn mit Ei («телячий мозг с яйцами») и раньше было очень распространено, но его популярность резко упала.
На Среднем Западе США названия меняются местами и называются Brains and Eggs («мозги и яйца»). Это также блюдо для завтрака в кухне южных штатов США, его подают и на ланч.
В тайской кухне это блюдо известно как aep ong-o и готовится из крупно нарезанных свиных мозгов, смешанных с яйцами и пастой карри.
В тунисской кухне известно как ojja mokh alouch.
Яичница с мозгами присутствует и в русской кухне.

## Приготовление
Мозги обычно предварительно отварены, нарезаны кусочками, а затем обжарены с яйцами или в яичном кляре и панировке. Но также их можно жарить с яйцами и сырыми, предварительно вымоченными от крови, или маринованными